# Chufo Lloréns
José  Llorens Cervera, de nombre artístico Chufo Lloréns (Barcelona, 1931-14 de mayo de 2025), fue un escritor español especializado en novela histórica. Su novela Te daré la tierra, a la que dedicó cuatro años de trabajo, se convirtió en un superventas durante el día de San Jorge de 2008.

## Biografía
Realizó estudios de Derecho y fue empresario del espectáculo antes de comenzar a escribir, en 1986.

## Obra
- Nada sucede la víspera (1986)
- La otra lepra (1993)
- Catalina, la fugitiva de San Benito (2001)
- La saga de los malditos (2003)
- Te daré la tierra (2008)
- Mar de fuego (2011)
- La ley de los justos (2015)
- El destino de los héroes (2020)
- La vida que nos separa (2023)